# Evropský federalismus

Vlajka Evropské unie, používaná i jako symbol evropského federalismu

Evropský federalismus (též eurofederalismus) je politický koncept, který si klade za cíl vytvoření společného evropského státu, který by tvořila federace evropských národních států. Často se zamýšlená federace nazývá Spojené státy evropské jako přímá obdoba Spojených států amerických. V moderní době se tak označuje politika směřující k větší evropské integraci v rámci Evropské unie.

## Základní myšlenky
V současnosti prosazují evropští federalisté představy, že by Evropská unie měla mít svoji vlastní ústavu, která by přesněji vymezila pravomoci mezi státy a Evropskou unií. Přejí si přetvoření struktur Evropské unie v nadnárodní státní strukturu a omezení moci nevolené Evropské rady. Větší roli by naopak měl hrát volený Evropský parlament, kterému by se zodpovídala nějaká forma společné vlády. Zastánci eurofederalismu si od toho slibují vyšší demokratizaci evropské integrace. Východiskem pro evropský federalismus je posílení role Evropy ve světě, efektivnější řešení problémů a větší účast občanů EU na chodu evropských institucí.
Eurofederalismus znamená vytvoření evropské státní struktury nad existujícími národními státními strukturami a vymezení pravomocí mezi nimi. Jedná se o víceúrovňové vládnutí známé z federálních států.
Evropský federalismus není ucelená ideologie, ale spíše se jedná o souhrnné označení různých názorových konceptů.

## Historie

Vlajka Panevropské unie

V roce 1923 publikoval Richard Nikolaus Coudenhove-Kalergi svůj programový spis Panevropa, ve kterém vyzýval ke sjednocení Evropy na federativním základě. Založil organizaci Panevropská unie, která měla tyto myšlenky popularizovat. Mezi členy patřili významní politici a osobnosti tehdejšího společenského života jakými byli např. Aristide Briand, Thomas Mann, Albert Einstein, Otto von Habsburg, Tomáš Garrigue Masaryk a Edvard Beneš. Nástup nacismu a autoritativních režimů v Evropě zabránily tyto myšlenky realizovat.
Největšího rozvoje se myšlenky evropského federalismu setkaly od konce druhé světové války do založení Evropského společenství uhlí a oceli. Po selhání pokusu o založení Evropské politické společenství další snahy o federalizaci ustaly a byly odloženy do budoucna.

Hertensteinský kříž, dřívější vlajka Evropského hnutí

Další ránou pro federalistické představy bylo odmítnutí hlubší integrace ze strany Charlese de Gaulla v 60. letech 20. století. Vstup Velké Británie do Evropských společenství učinil představy o Evropské federaci ještě méně pravděpodobnými. Cíl evropských federalistů se tak zaměřil na zavedení přímých voleb do Evropského parlamentu, k čemuž došlo poprvé v roce 1979. Doufali, že větší demokratická legitimita Evropského parlamentu povede k dalším krokům ke sjednocování. V roce 1984 schválil EP návrh evropské ústavy, která byla vypracována pod vedením Altiera Spinelliho. Tento návrh, který měl znamenat konkrétní návrh na vybudování Evropské federace, byl zamítnut členskými státy. Federalisté také podporovali návrh Smlouvy o Ústavě pro Evropu a pozdější Lisabonskou smlouvu.
V souvislosti se současnou ekonomickou krizí, krizí eurozóny, nástupem nacionalismu a extrémismu sílí i snahy o hlubší integraci Evropské unie na federálním základě.

## Představitelé

Tradiční vlajka evropských federalistů

Evropský federalismus podporují různá nadnárodní občanská sdružení jako Evropské hnutí, Unie evropských federalistů nebo Panevropská unie.
Z europoslanců se k evropskému federalismu hlásí mj. Daniel Cohn Bendit, Guy Verhofstadt a Martin Schulz, kteří spolu s dalšími kolegy založili iniciativu Spinelliho skupina. Z českých europoslanců se k těmto myšlenkám hlásí např. Tomáš Zdechovský nebo Luděk Niedermayer.
Kromě toho se k eurofederalismu připojují i mnohé politické strany v jednotlivých členských státech. V Německu např. CDU, SPD, FDP a Zelení. V Česku např. TOP 09 a Strana zelených. Z českých osobností kromě již zmiňovaných Rudolf Battěk, Milan Jirásek, Daniel Kroupa, Edvard Outrata, Zuzana Roithová, Vladimír Špidla, Josef Zieleniec, Jiří Zlatuška a Miloš Zeman.

## Veřejné mínění

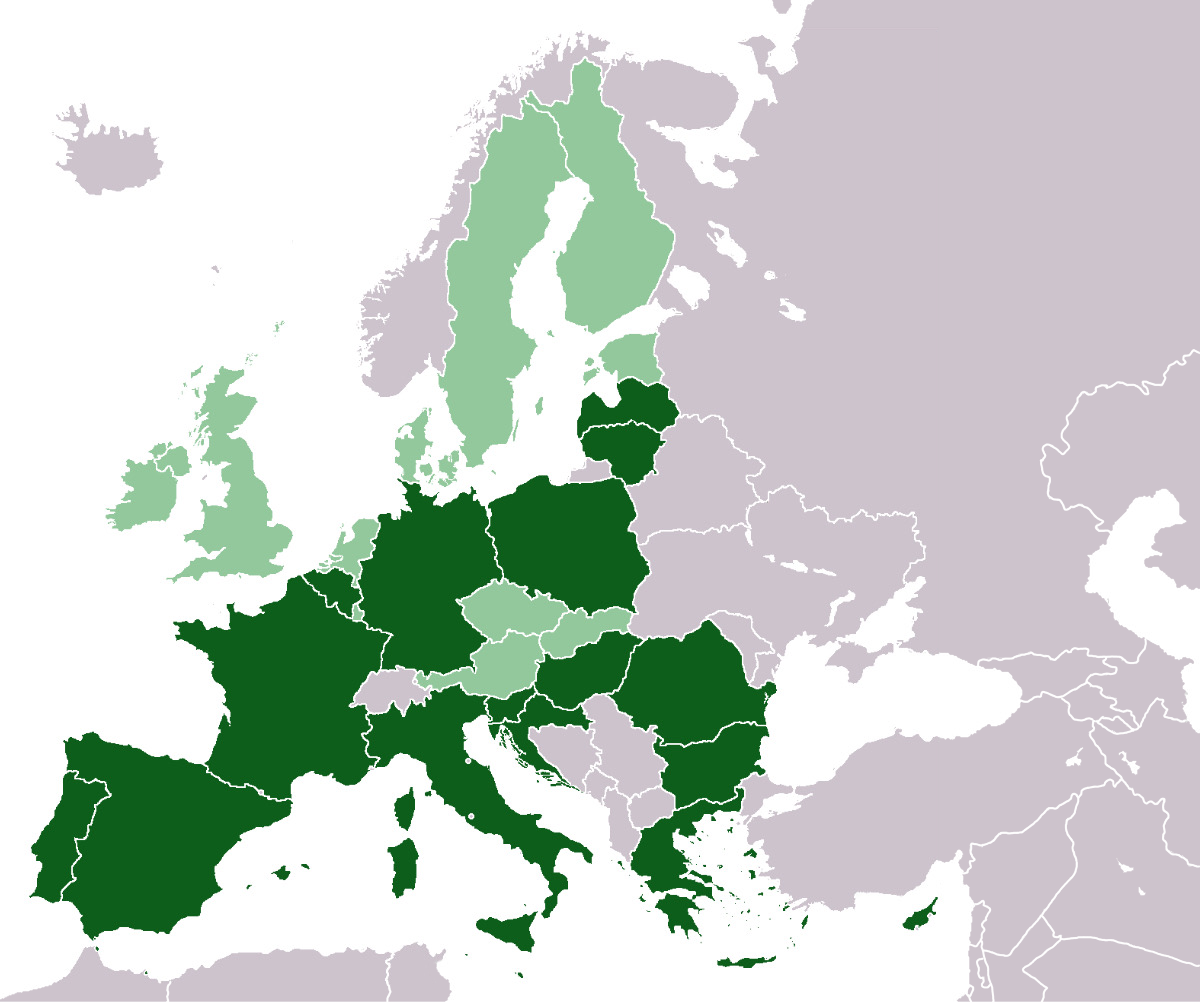
Tmavě zeleně jsou označeny země, ve kterých je více příznivců než odpůrců federalizace Evropy

Podle Eurobarometru (2013) 69 % obyvatel Evropské unie podporuje přímou volbu předsedy Evropské komise, 46 % podporuje vznik společné evropské armády. 2/3 respondentů souhlasí s tím, že EU by se měla spolu s jednotlivými členskými státy podílet na zahraniční politice. Zhruba okolo poloviny respondentů souhlasí s tím, že EU by měla dělat společná rozhodnutí v obranné politice. 44 % podporuje vznik evropské federace, zatímco 35 % je proti. Největší odpor k federalizaci Evropy mají lidé ve skandinávských zemích (73 % je proti).
V České republice v roce 2014 podporovalo integraci států směrem k federaci jen 12 % lidí.